# محطة قطار بني منصور
محطة قطار بني منصور (الجزائر) هي محطة قطارات بني منصور في ولاية بجاية، وتنطلق منها أنواع عديدة من القطارات على اختلاف درجاتها إلى جميع نواحي الجزائر.

## التاريخ
تم في العام 2014م اتخاذ قرار ازدواجية وكهربة سكة الحديد التي تمر من بني منصور (الجزائر) إلى بجاية على مسافة 87 كلم.
كما تم تصويب مسار جديد لخط سكة حديد من بني منصور إلى بجاية لتفادي المنعطفات ووسط المدن قصد السماح بسرعة 160 كلم\سا لقطارات نقل المسافرين وسرعة 100 كلم\سا لقطارات نقل السلع.

## الخطوط والمحطات الموصولة

### خط سكة حديد من بني منصور إلى الثنية بني عائشة
|  |   |  | محطات القطار       | البلديات  | الربط بالقطار والترامواي                                                                   | الربط بالمترو |
|  | - |  | ------------------ | --------- | ------------------------------------------------------------------------------------------ | ------------- |
|  | ● |  | بني منصور          | بني منصور | • خط سكة حديد من الجزائر إلى سكيكدة • خط سكة حديد من بني منصور إلى بجاية • محطة قطار بجاية |               |
|  | ● |  | الحانيف            | الحانيف   |                                                                                            |               |
|  | ● |  | العجيبية           | العجيبية  |                                                                                            |               |
|  | ● |  | بشلول              | بشلول     |                                                                                            |               |
|  | ● |  | الأصنام            | الأصنام   |                                                                                            |               |
|  | ● |  | محطة قطار البويرة  | البويرة   |                                                                                            |               |
|  | ● |  | عمر                | عمر       |                                                                                            |               |
|  | ● |  | قادرية             | قادرية    |                                                                                            |               |
|  | ● |  | محطة قطار الأخضرية | الأخضرية  |                                                                                            |               |
|  | ● |  | عمال               | عمال      |                                                                                            |               |
|  | ● |  | بني عمران          | بني عمران |                                                                                            |               |
|  | ● |  | سوق الحد           | سوق الحد  |                                                                                            |               |
|  | ● |  | الثنية بني عائشة   | الثنية    | • الجزائر • الحراش • الرغاية • تيزي وزو                                                    |               |

### خط سكة حديد من بني منصور إلى بجاية
|  |   |  | محطات القطار    | البلديات     | الربط بالقطار والترامواي                                         | الربط بالمترو |
|  | - |  | --------------- | ------------ | ---------------------------------------------------------------- | ------------- |
|  | ● |  | بني منصور       | بني منصور    | • الثنية بني عائشة • خط سكة حديد من الجزائر إلى سكيكدة • قسنطينة |               |
|  | ● |  | تازمالت         | تازمالت      |                                                                  |               |
|  | ● |  | ألاغان          |              |                                                                  |               |
|  | ● |  | أقبو            | أقبو         |                                                                  |               |
|  | ● |  | لعزيب بن شريف   |              |                                                                  |               |
|  | ● |  | إغزر أمقران     | إغزر أمقران  |                                                                  |               |
|  | ● |  | صدوق            | صدوق         |                                                                  |               |
|  | ● |  | سيدي عيش        | سيدي عيش     |                                                                  |               |
|  | ● |  | فناية الماثن    | فناية الماثن |                                                                  |               |
|  | ● |  | القصر           | القصر        |                                                                  |               |
|  | ● |  | وادي غير        | وادي غير     |                                                                  |               |
|  | ● |  | محطة قطار بجاية | بجاية        |                                                                  |               |

## مكتبة الصور

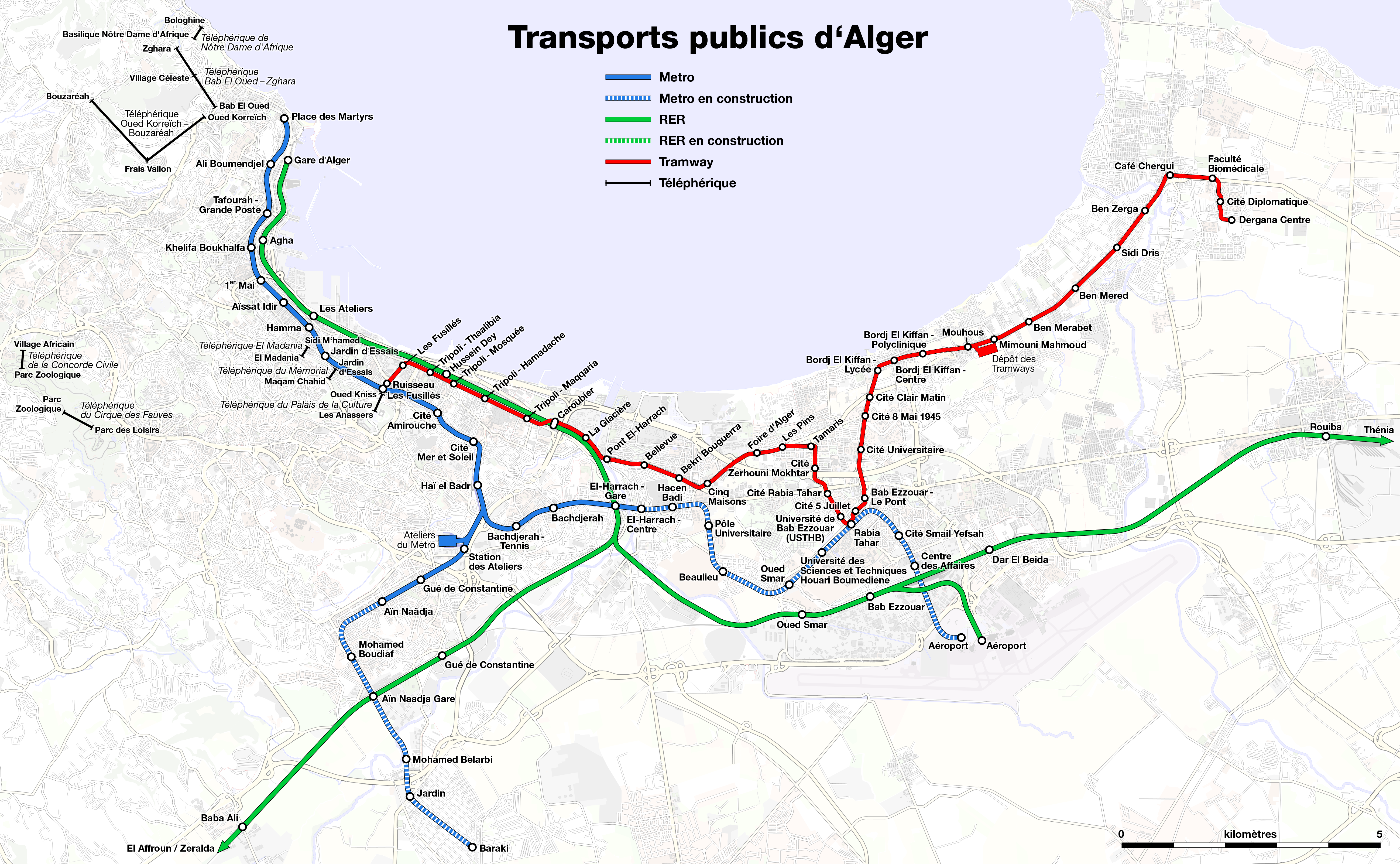
مترو الجزائر وترامواي الجزائر العاصمة
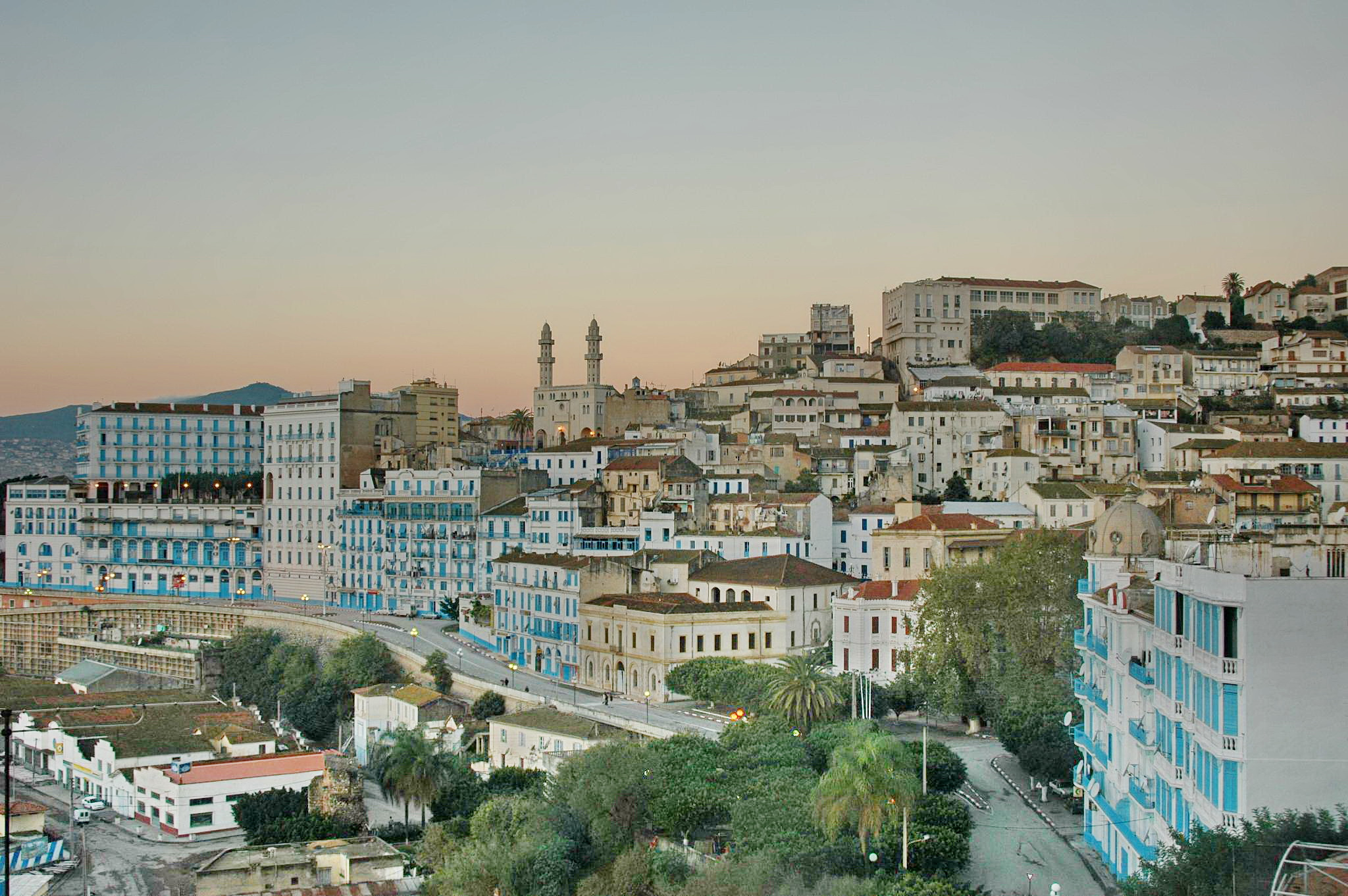
النقل في ولاية بجاية
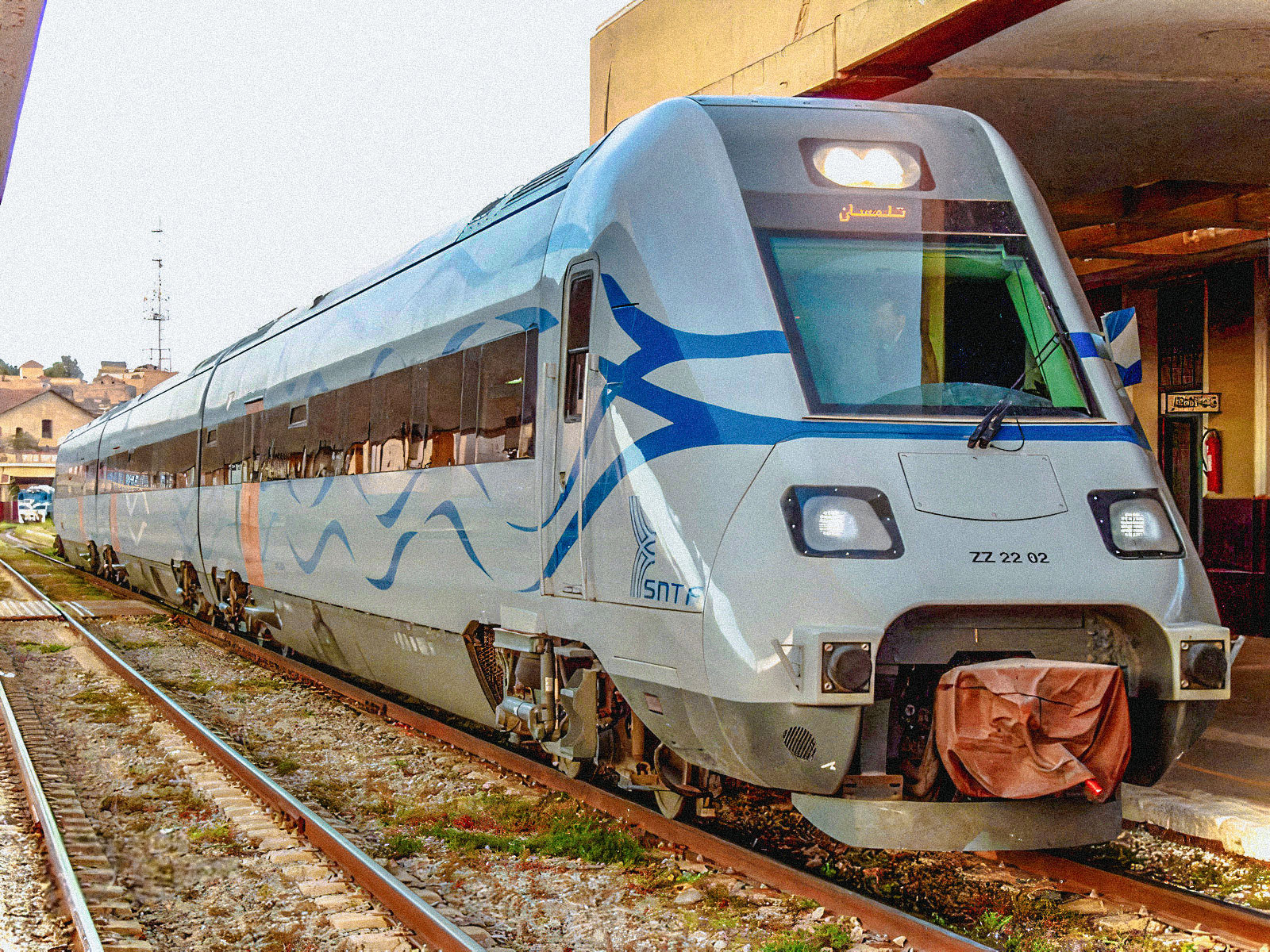
الشركة الوطنية للنقل بالسكك الحديدية
النقل بالسكة الحديدية في الجزائر

### مواضيع ذات صلة
- وزارة النقل الجزائرية
- الشركة الوطنية للنقل بالسكك الحديدية
- النقل في الجزائر
- محطات السكك الحديدية في الجزائر
- النقل بالسكة الحديدية في الجزائر
- تاريخ السكك الحديدية الجزائرية
- قائمة خطوط السكة الحديدية في الجزائر
- الوكالة الوطنية لدراسة ومتابعة إنجاز الاستثمارات في السكك الحديدية
- قائمة محطات القطار في الجزائر
- شركة السكك الحديدية للشرق الجزائري[الفرنسية]
- خط سكة حديد من الجزائر إلى سكيكدة
- خط سكة حديد من بني منصور إلى بجاية[الفرنسية]

### فيديوهات
- بني منصور في بجاية على يوتيوب

### وصلات خارجية
- الموقع الرسمي للشركة الوطنية للنقل بالسكك الحديدية